# Basílica de Jesús Adolescente
La Basílica de Jesús Adolescente o la iglesia salesiana (en hebreo: ישו הנער o bien כנסייה הסלזיאנית) es el nombre que recibe una iglesia católica en Nazaret perteneciente a los Salesianos de Don Bosco. La iglesia se encuentra junto a la escuela de los salesianos. De estilo gótico, fue construida entre 1906 y 1923 en una colina llamada Monte del Comienzo que tiene vistas a la ciudad, donde, según la tradición, Jesús pasó su juventud. 
Desde la terraza de la iglesia hay una vista excepcional de la ciudad vieja de Nazaret, divididas (como Jerusalén), en barrios judíos, ortodoxos, latinos y musulmanes.

## Véase también

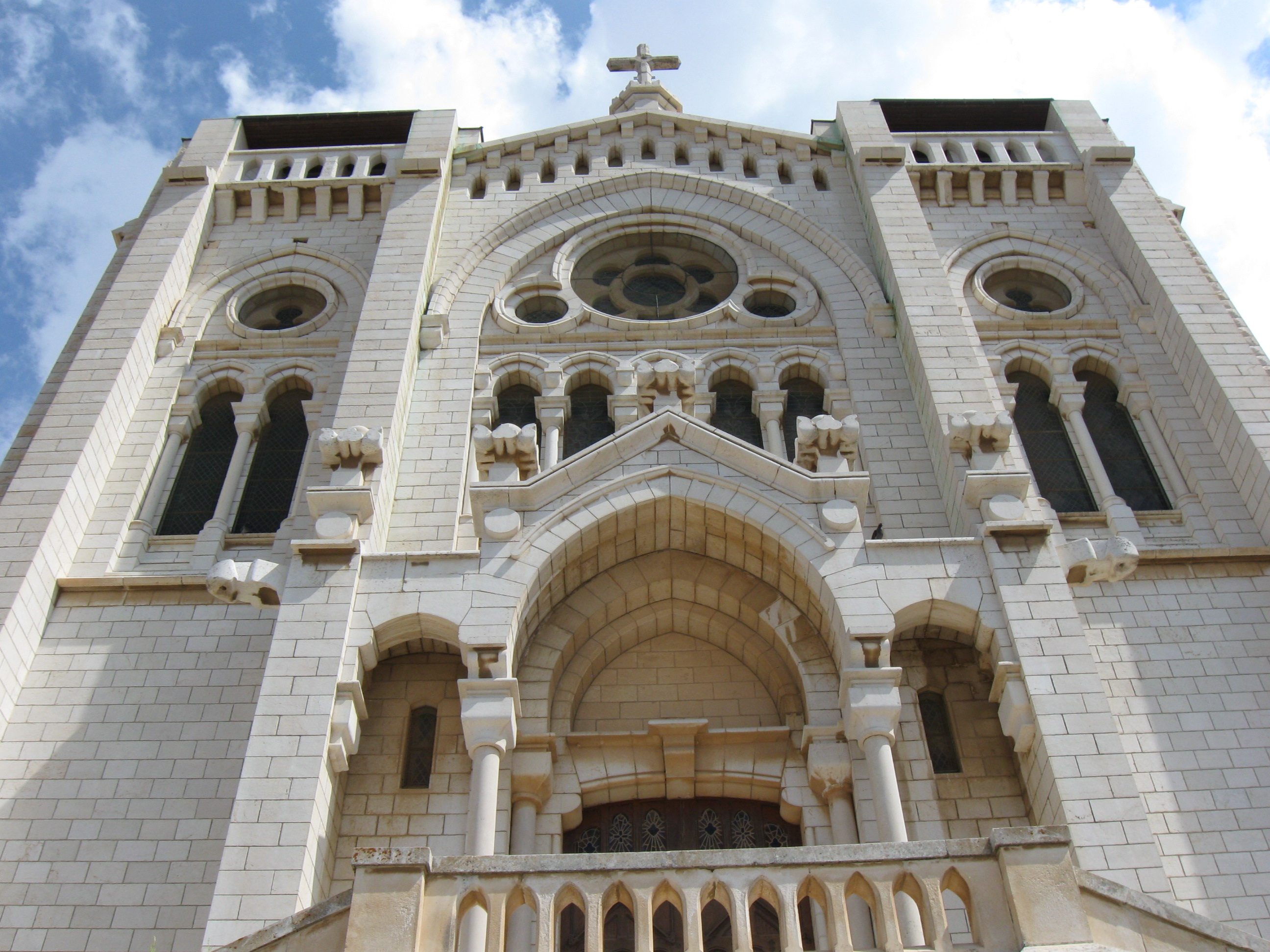
Vista de la fachada